# Alfred Bjarme
Johan Alfred Bjarme, född 29 maj 1886 i Långsele församling, Ångermanland, död 8 januari 1965 i Norrbärke församling, Dalarna, var en svensk ingenjör.
Bjarme blev bergsingenjör 1910, var ritare, konstruktör och arbetsförman i Sverige, Tyskland och Chile 1910-1913, konstruktör och chef för ritkontoret vid Morgårdshammars mekaniska verkstads AB 1914-1936. Han var därefter avdelningschef vid ASEA 1936-1940, tillförordnad professor i gruvmekanik vid Tekniska högskolan 1938-1940, överingenjör och teknisk chef vid Arboga Mekaniska Verkstad 1940-1945 och därefter konsulterande ingenjör i Stockholm.